# Horse Life
Horse Life est une série de jeux vidéo consacré aux chevaux. Ces jeux ont été développés par Yullaby sur Nintendo DS, et par Independent Arts sur Nintendo 3DS.
Horse Life, le premier de la série, est paru en 2007.

## Titres parus
- 2007 : Horse Life (Nintendo DS)
- 2008 : Horse Life 2 / Ellen Whitaker's Horse Life (Nintendo DS, Wii)
- 2010 : Horse Life Adventures (Nintendo DS, Wii, iOS, Android)
- 2015 : Horse Life 4 (Nintendo 3DS)